# Pendjari
De Pendjari of Oti is een 520 kilometer lange rivier in West-Afrika. Het is een zijrivier van de Volta.
De Pendjari wordt gevormd door de samenloop van de Kounne en de Tigou in het noordwesten van Benin. Deze rivieren ontspringen in het hoogland van de gemeente Natitingou. Na 22 kilometer vloeit de Sarga in de Pendjari. De Pendjari stroomt over een afstand van 420 kilometer door Benin. De Pendjari stroomt eerst in noordelijke richting en buigt vervolgens af naar het westen en daarna naar het zuidwesten om de grens te vormen met Burkina Faso. Verder stroomt de rivier door Togo om in Ghana uit te monden in de Volta.
De Pendjari kan tijdens het regenseizoen aanzwellen en buiten zijn oevers treden. Tijdens het droge seizoen kunnen delen van de loop droogvallen.
Het Nationaal park Pendjari in Benin is genoemd naar de rivier en wordt bijna volledig omsloten door een bocht van de rivier.